# Melanozetes orientalis
Melanozetes orientalis är en kvalsterart som beskrevs av Shaldybina 1969. Melanozetes orientalis ingår i släktet Melanozetes och familjen Ceratozetidae. Inga underarter finns listade i Catalogue of Life.